# Rosen-Primel
Die Rosen-Primel oder Sumpf-Primel (Primula rosea) ist eine Pflanzenart in der Familie der Primelgewächse (Primulaceae). Sie ist auf dem Indischen Subkontinent beheimatet und wird als Zierpflanze verwendet.

## Beschreibung
Die Rosen-Primel wächst als sommergrüne, ausdauernde krautige Pflanze. Die in grundständigen Rosetten angeordneten Laubblätter erscheinen manchmal erst nach der Blütezeit. Die einfache, leuchtendgrüne Blattspreite ist bei einer Länge von 15 bis 20 Zentimeter länglich-eiförmig mit gekerbt oder gezähnt Blattrand.
Der Blütenstandsschaft ist kräftig und 10 bis 20 Zentimeter hoch. Je vier bis zwölf Blüten stehen in einem doldigen Blütenstand zusammen. Die zwittrige Blüte ist radiärsymmetrisch und fünfzählig mit doppelter Blütenhülle. Die fünf karmesinroten Kronblätter sind zu einer Kronröhre mit gelbem Saftmal verwachsen.
Die Chromosomenzahl beträgt 2n = 22.

## Verbreitung
Die Rosen-Primel stammt vom Indischen Subkontinent aus dem nördlichen Pakistan, Indien: Kaschmir, Himachal Pradesh und Jammu sowie Afghanistan. Sie gedeiht am Ufer von Bächen oder Teichen auf sumpfigen Böden.

## Systematik
Die Erstbeschreibung von Primula rosea erfolgte 1836 durch John Forbes Royle in Illustrations of the Botany ... of the Himalayan Mountains ..., S. 311, Tafel 75, Figur 1. Ein Homonym ist Primula rosea hort. ex Pax. Primula rosea gehört zur Sektion Oreophlomis in der Untergattung Aleuritia innerhalb der Gattung Primula.
Es gibt mindestens zwei Varietäten von Primula rosea:
- Primula rosea Royle var. rosea
- Primula rosea var. elegans (Duby) Hook. f. (Syn.: Primula elegans Duby): Sie kommt in Jammu und Kaschmir vor.

## Verwendung

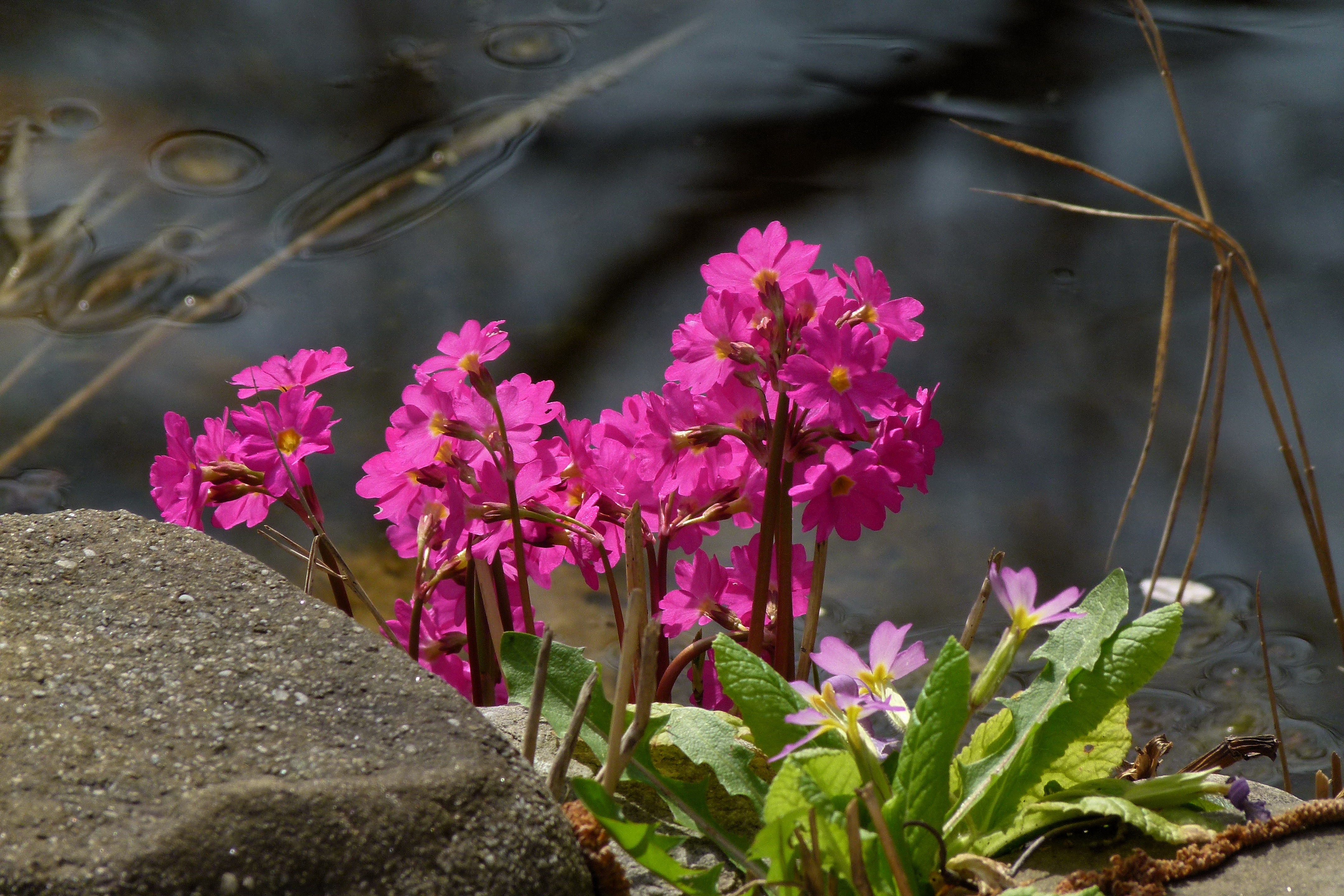
Rosenprimel am Teich in einem Garten

Die Rosen-Primel wird als Zierpflanze in Gärten verwendet. Einige Sorten sind 'Gigas' (= 'Wasseme's Riesen'), 'Grandiflora' und 'Mica Vissmer de Geer' (= 'Delight'). Kreuzungen mit Primula clarkei und Primula warshenewskiana resultierten in robusten, großblumigen Sorten wie 'Johanna'.